# Chérac
Chérac ist eine westfranzösische Gemeinde mit 1.135 Einwohnern (Stand: 1. Januar 2022) im Département Charente-Maritime in der Region Nouvelle-Aquitaine. Sie gehört zum Arrondissement Saintes und ist Mitglied im Gemeindeverband Saintes - Grandes Rives - L’Agglo. Die Einwohner werden Chéracais und Chéracaises genannt.

## Geografie

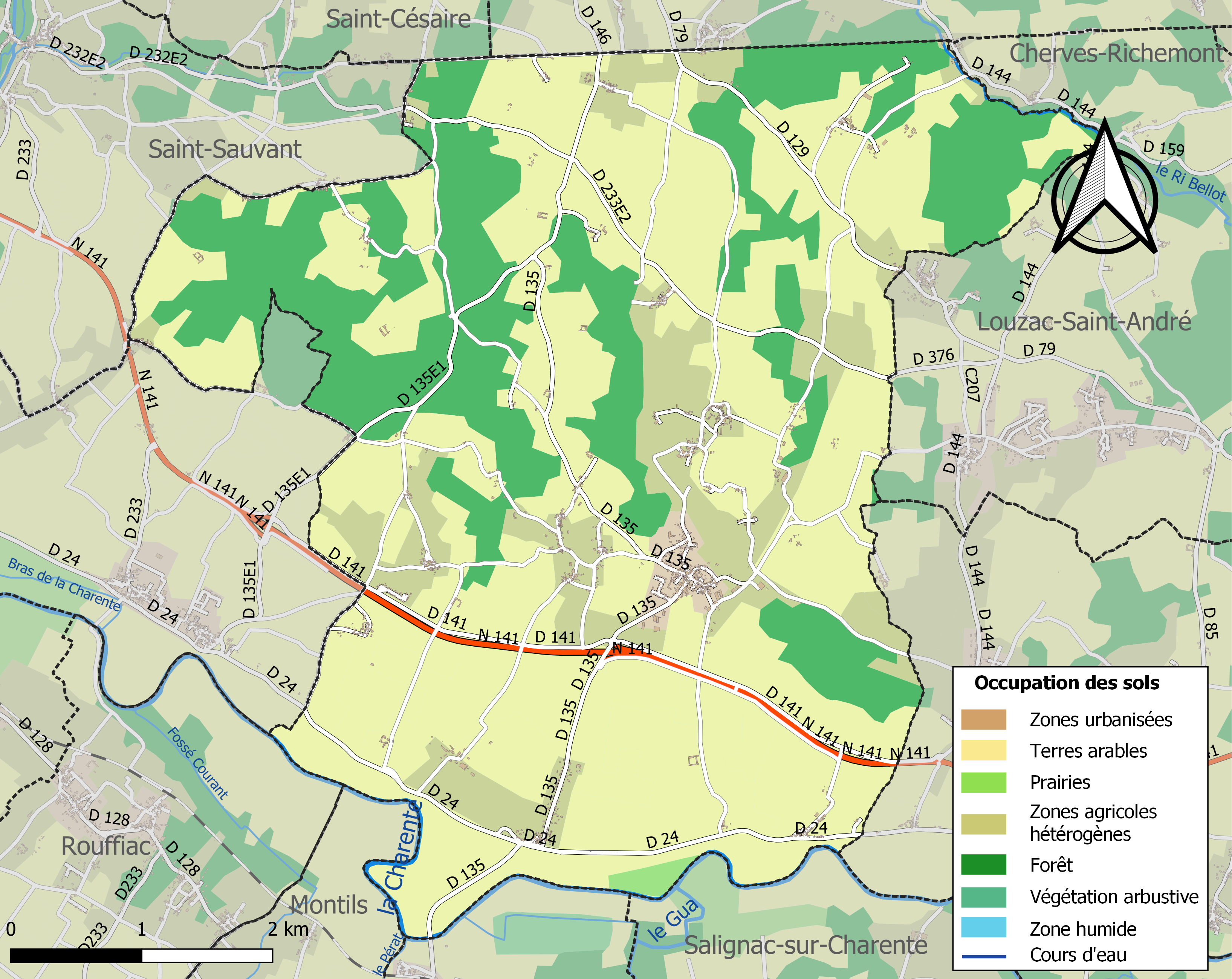
Bodennutzung, Hydrografie und Infrastruktur der Gemeinde

Chérac liegt in der ehemaligen Provinz Saintonge am rechten Ufer der Charente, etwa 16 Kilometer ostsüdöstlich von Saintes und etwa acht Kilometer westlich von Cognac. Das Gemeindegebiet ist Teil des Natura 2000-Schutzgebiets „Moyenne vallée de la Charente et Seugnes et Coran“ (FR5400472), des Natura 2000-Schutzgebiets „Vallée de la Charente moyenne et Seugnes“ (FR5412005) und von zwei ZNIEFF-Naturgebieten. Fast drei Viertel der Fläche der Gemeinde werden landwirtschaftlich genutzt, etwa ein Viertel ist bewaldet.
Umgeben wird Chérac von den Nachbargemeinden Val-de-Cognac im Norden, Louzac-Saint-André im Nordosten und Osten, Saint-Laurent-de-Cognac im Osten und Südosten, Salignac-sur-Charente im Südosten und Süden, Brives-sur-Charente im Süden, Montils und Rouffiac im Südwesten, Dompierre-sur-Charente im Westen sowie Saint-Sauvant und Saint-Césaire im Nordwesten.

## Bevölkerungsentwicklung
| Jahr                       | 1962 | 1968 | 1975 | 1982 | 1990 | 1999 | 2006 | 2013 | 2020 |
| Einwohner                  | 922  | 879  | 813  | 946  | 1045 | 1006 | 1027 | 1100 | 1125 |
| Quellen: Cassini und INSEE |      |      |      |      |      |      |      |      |      |

## Sehenswürdigkeiten
- Die romanische Kirche Saint-Gervais-Saint-Protais stammt aus dem ausgehenden 12. Jahrhundert. Ihr Grundriss hat seine Einheit bewahrt. Er besteht aus einem Kirchenschiff mit drei Jochen, einem Querschiff mit Seitenkapellen und Apsidiolen. Auf einer davon befindet sich der Glockenturm, ein Chor und ein Altarraum. Der Abriss des Kirchenschiffs und des linken Querschiffarms stammt aus der Zeit, als die Tonnengewölbe sowie eine Kuppel abgerissen wurden. Im 15. Jahrhundert wurden drei Strebepfeiler hinzugefügt. Das Eingangsportal verfügt über vier mit Stabornamentik verzierte Spitzbögen, die auf jeder Seite auf ebenso vielen Säulen mit Blattornamentik fallen. Auch die Abakusse sind mit skulptierten Ornamenten überzogen. Die moderne Vorhalle wird teilweise von früheren Konsolen getragen. Der Glockenturm ist vollständig. Er hat ein romanisches Stockwerk mit Blendarkaden, die abwechselnd auf Säulen und Pilastern fallen. Das Obergeschoss scheint aus späterer Zeit zu datieren. Die Kirche ist seit 1925 als Monument historique eingeschrieben.

- Bei dem Schloss Dion handelt es sich um einen Bau aus dem 16. Jahrhundert. Mitte des 18. Jahrhunderts war das Schloss auf Initiative des neuen Besitzers Gegenstand einer Umbaumaßnahme. Anschließend wechselte das Haus mehrmals den Besitzer. Die Residenz wird auf der Rückseite von zylindrischen Türmen flankiert, wobei der wichtigste Turm quadratische Räume beherbergt. Die Vorderfassade wird von zwei Wachtürmen eingerahmt und ihre Erker sind mit modernen Fensterläden geschmückt. Im Inneren stammen Kamine und hohe Täfelungen aus dem 17. und 18. Jahrhundert. Südlich des Schlosses ist eine Rasenfläche angelegt und ein Englischer Landschaftsgarten ersetzt den Wirtschaftshof. In der Nähe hat ein Taubenschlag aus Werksteinen seinen Dachstuhl und seine gekrümmte Leiter behalten. Das Schloss ist seit 2015 als Monument historique eingeschrieben.

- Das Haus, genannt „La Gaieté“ (deutsch der Frohsinn), wurde ursprünglich im 17. Jahrhundert erbaut und barg ein Café mit Veranstaltungssaal, das ein sehr wichtiger Ort des Lebens für die Stadt Chérac war. Verschiedene Veranstaltungen, wie Orchester, Shows, Tanz, Kunstausstellungen erweckten den Ort von den 1930er bis zum Ende der 1960er Jahre zum Leben. Es ist seit 2015 als Monument historique eingeschrieben. Zwischen 1937 und 1953 schmückte Ismaël Villeger, der das Haus leitete, die Fassade des Cafés auf originelle Weise, indem er Tausende von Geschirrscherben sammelte, die wie ein Mosaik mit verstärktem Zement zusammengesetzt waren. Die Fliesen wurden wie Kacheln an die Wände geklebt. Im Inneren des Gebäudes findet sich eine identische Ausstattung (Kamine, Möbel).

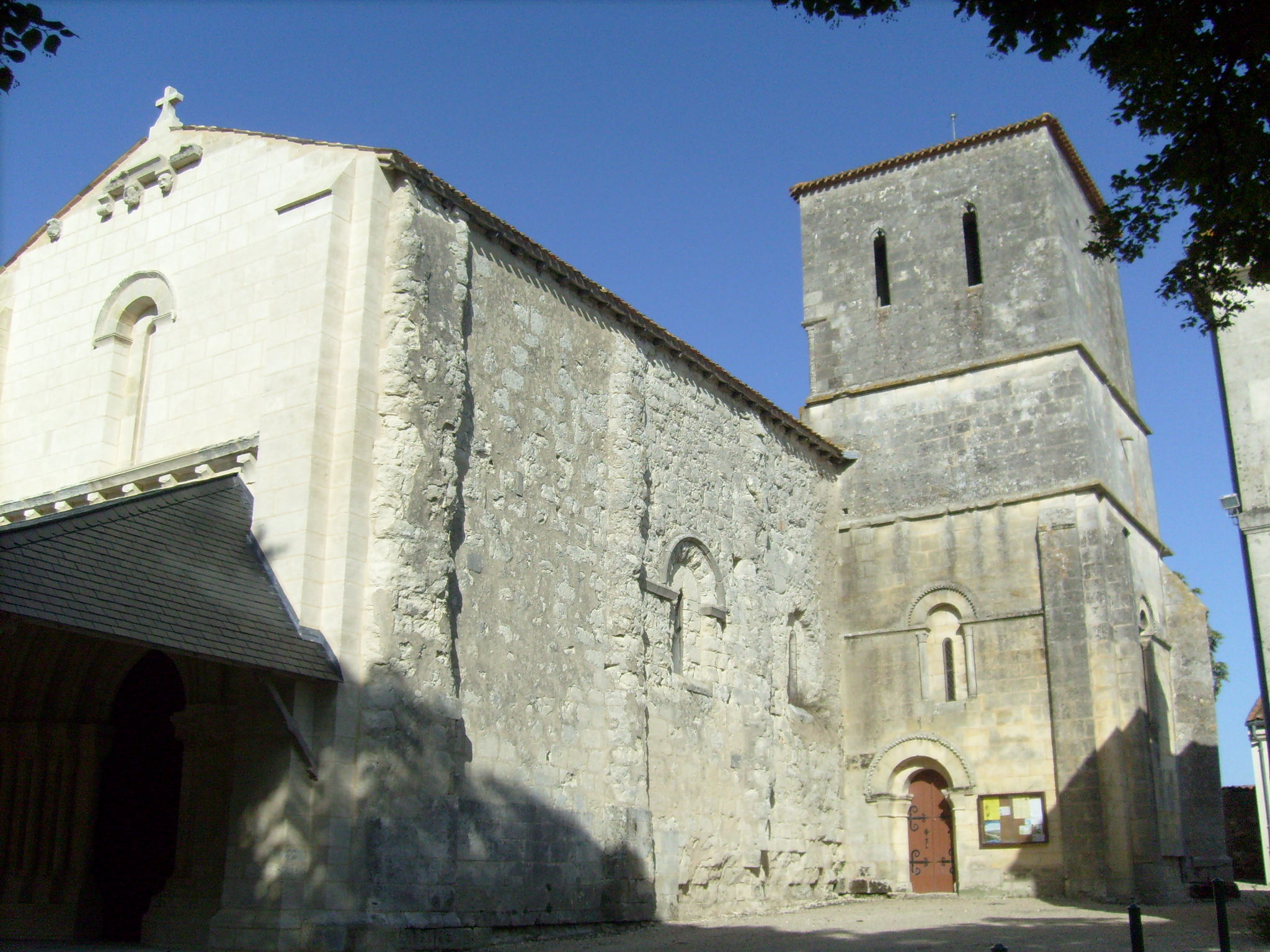
Kirche Saint-Gervais-Saint-Protais
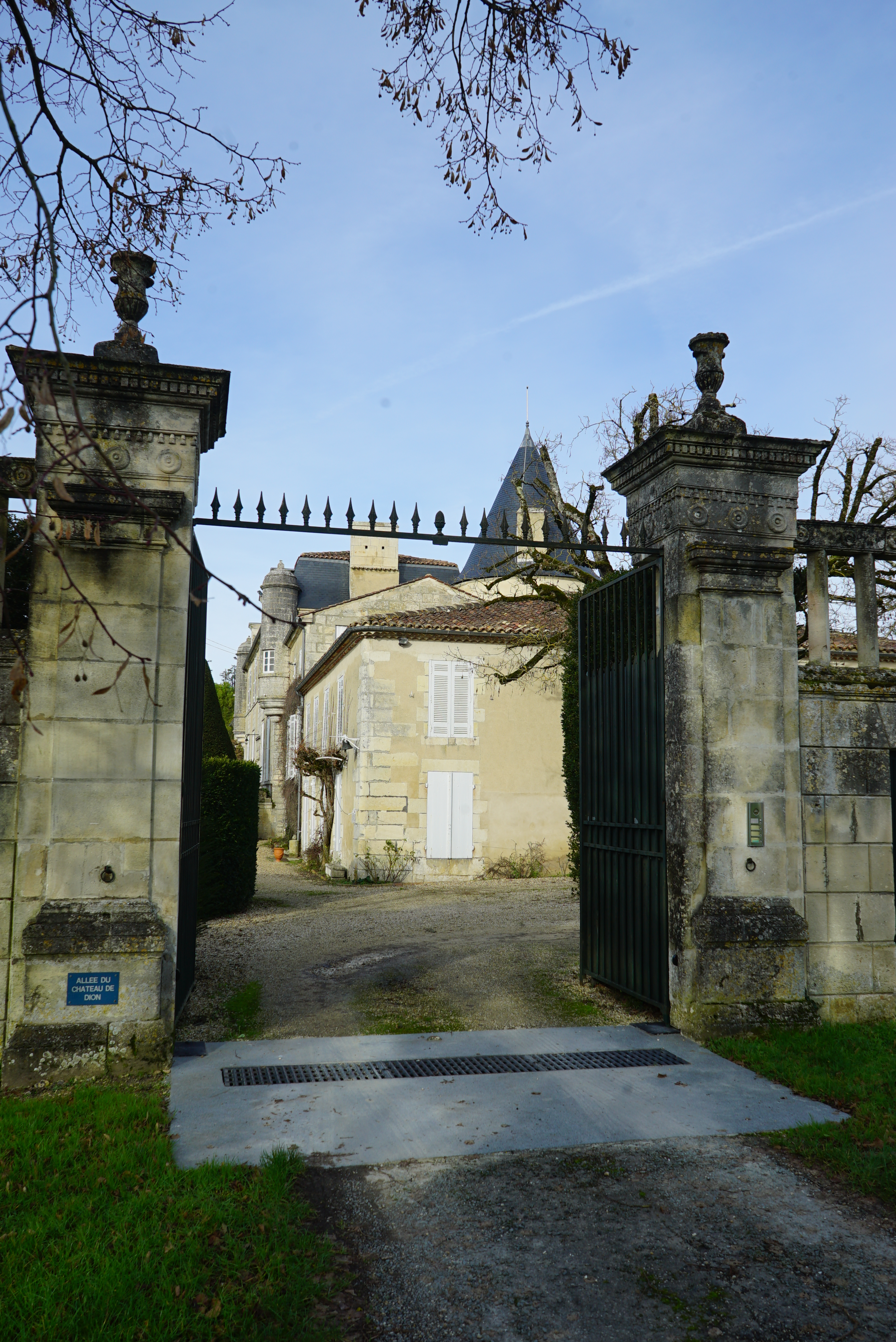
Eingangstor zum Schloss Dion

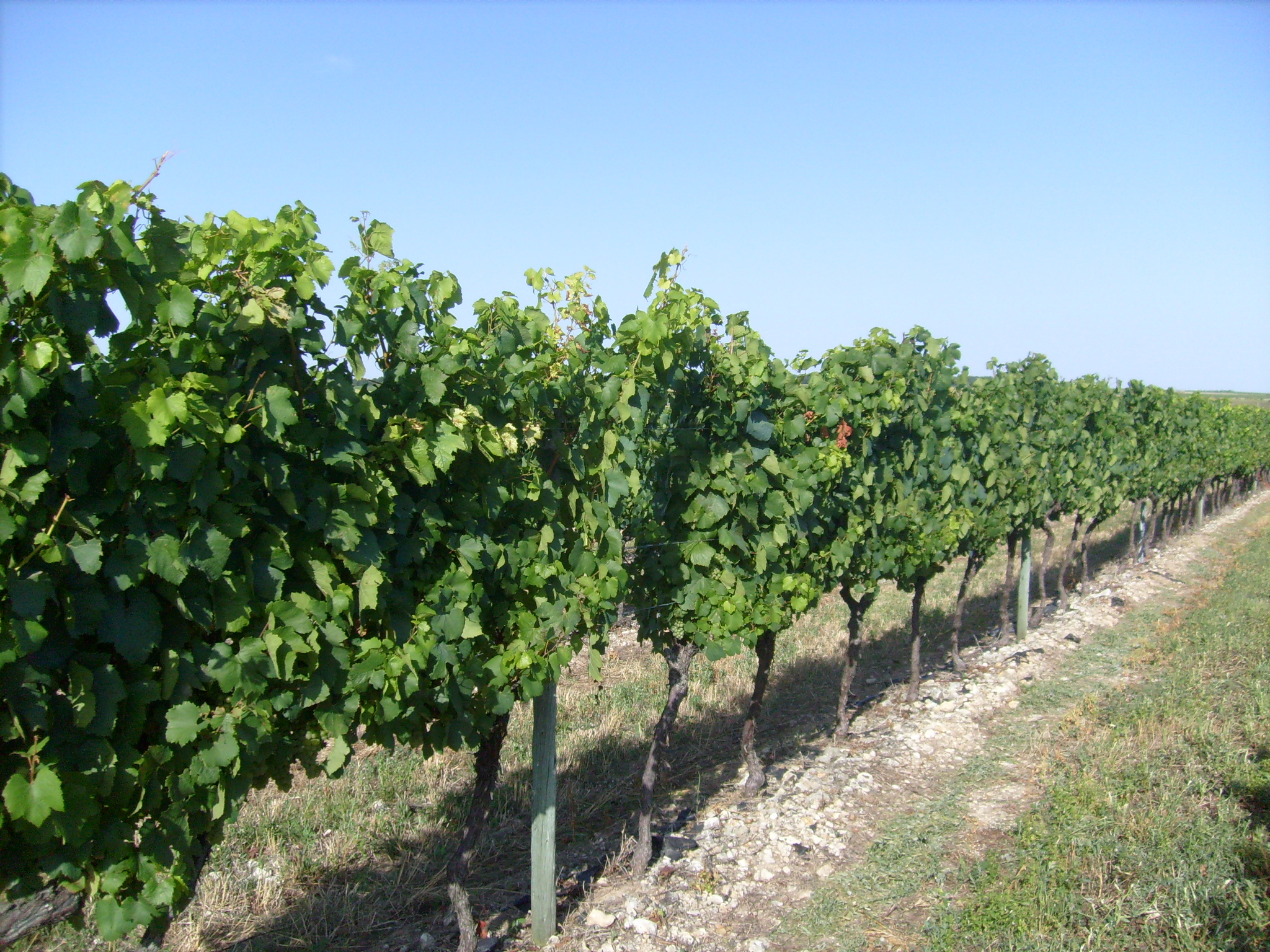
Weinstöcke bei Chérac

## Wirtschaft
Der Weinbau ist ein Schwerpunkt der Wirtschaft der Gemeinde.
Chérac liegt in den Zonen AOC
- der Buttersorten
  - Beurre Charentes-Poitou,
  - Beurre des Charentes und
  - Beurre des Deux Sèvres
- des Cognacs oder Eau-de-vie de Cognac oder Eau-de-vie des Charentes,
- des Cognacs Borderies und
- des Pineau des Charentes mit den Appellationen blanc, rosé und rouge.[3]

## Verkehr
Die Route nationale 141 durchquert die Gemeinde von West nach Ost und verbindet sie mit Saintes über Dompierre-sur-Charente im Westen und mit Cognac über Saint-Laurent-de-Cognac im Osten.